# Dalian
Dalian (kin: 大连, pinyin: Dàlián Wān; doslovno: „Velika veza”) kineski je glavni grad i luka kineske pokrajine Liaoning, s pogledom na Korejski zaljev. Imao je više od 6,69 milijuna stanovnika 2010. godine na širem području, a 3,57 milijuna na samom području grada. Stanovnici govore lokalnim dijalektom Dalian Jiao Liao mandarinskog kineskog jezika. Godine 2006., China Daily je proglasio Dalian za najživlji grad u Kini.

## Zemljopisne odlike
Dalian je smješten na najjužnijoj točki poluotoka Liaodong, nasuprot poluotoka Shandong s kojim dijeli Bohajsko more od Korejskog zaljeva.

## Povijest
Moderni Dalian potječe iz malog ribarskog mjesta Qingniwaqiao (kineski: 青泥洼桥; pinyin: Qīngníwāqiáo; doslovno: „Most preko cijan blatne močvare”), koje je danas tek jedno od četvrti Daliana. Qingniwaqiao je bio važna luka u 6. stoljeću zahvaljujući povoljnom geografskom položaju. Dinastija Qing ga je iskoristila kao baznu luku svoje Sjeverne flote tijekom Prvog kinesko-japanskog rata 1894. god.
Rusko Carstvo je izgradilo trgovački grad za iznajmljeno područje Kwantung nakon što je 1898. preuzelo kontrolu i nazvala ga Daljnij (ruski: Дальний), tj. „Udaljeni”, što se odnosilo na udaljenu lokaciju grada. Daljnij je, zajedno s Vladivostokom, bio jedan od krajnjih točaka Transsibirske željeznice.
Nakon Rusko-japanskog rata, ovaj lučki je grad došao pod japansku kontrolu od 1905. do 1945. godine i nazvan je Dairen (japanski: 大連 市, Dairen-shi). Grad je procvjetao izgradnjom Transmandžurijske željeznice s kojom je povezan kroz Harbin na sjeveru. Nakon Drugog svjetskog rata gradom su prvi put zajednički upravljali Kina i Sovjetski Savez, a vraćen je u nadležnost Kine 1955. godine.
Od 1950. grad se spojio s obližnjim gradom-lukom Lüshun (旅顺市 Lǚshùn Shì), poznat i kao Port Arthur (亚瑟港 Yàsè Gǎng; ruski: Порт-Артур) ili Ryojun (japanski: 旅順) i nastao je grad Lüda (旅大 Lǚdà; složenica od prvih slogova imena gradova Lushan i Dalian), koji je 5. ožujka 1981. ponovno preimenovan u Dalian.
Dalian je posebna ekonomska zona od 1984. godine.

## Znamenitosti
Dalian je popularna destinacija među domaćim turistima i stranim posjetiteljima, posebno iz Japana, Južne Koreje i Rusije. Njegova blaga klima (prosječna temperatura od 10 °C) i mnogo plaža, kao i njegova važnost u modernoj povijesti Kine privlače brojne turiste. Godine 2007. Svjetska turistička organizacija ga je proglasila za jedan od tri najbolja kineska turistička grada, zajedno s Hangzhouom i Chengduom
Danas Dalian ima većinu arhitekture u zapadnjačkim stilovima, kao što su japanske klasicističke zgrade na trgu Zhongshan (中山 广场). Dalian je prepun i parkova, kao što su: Oceanski park Laohutan (老虎滩 Lǎohǔtān), Geološki park Hēishíjiāo (黑石礁) gdje je smješten Prirodoslovni muzej Daliana, Šumski zoološki vrt Dalian, Sunasia oceanski svijet, slikovito područje Bangchuidao, Dalian Discovery Kingdom i dr.
- Trg prijateljstva
- Xinghai Square zabavni park s Hotelom-dvorcem u pozadini
- Trg Zhongshan
- Bank of China (1909.)
- Željeznički kolodvor
- Oceanski park Laohutan
- Morski pejzaž u geološkom parku Heishijiao
- Vlak smrti Crazy Cobra u zabavnom parku Dalian Discovery Kingdom

## Uprava
Grad Dalian upravlja sa 7 distrikta (okruga), 2 grada na županijskoj razini i 1 županijom. Oni su nadalje podijeljeni na 92 pod-okruga i 69 naselja i sela. Gradsku jezgru čine četvrti Zhongshan, Xigang, Shahekou i Ganjingzi. Okrug Changhai sastoji se isključivo od otoka istočno od poluotoka.
| Zemljovid upravne podijele Daliana                                                                       | Zemljovid upravne podijele Daliana | Zemljovid upravne podijele Daliana | Zemljovid upravne podijele Daliana | Zemljovid upravne podijele Daliana | Zemljovid upravne podijele Daliana | Zemljovid upravne podijele Daliana | Zemljovid upravne podijele Daliana |
| --- | ---------------------------------- | ---------------------------------- | ---------------------------------- | ---------------------------------- | ---------------------------------- | ---------------------------------- | ---------------------------------- |
| 1 2 3 Ganjingzi Lüshunkou Jinzhou Pulandian Changhai Wafangdian Zhuanghe 1.Zhongshan 2.Xigang 3.Shahekou |                                    |                                    |                                    |                                    |                                    |                                    |                                    |
| Naziv | Kineski                            | Pinyin                             | Jiaoliao mandarinski               | Stanovništvo (proc. 2015)          | Površina (km²)                     | Gustoća stanovništva (/km²)        |                                    |
| Gradsko područje                                                                                         |                                    |                                    |                                    |                                    |                                    |                                    |                                    |
| Zhongshan                                                                                                | 中山区                             | Zhōngshān Qū                       | Zhong2 san4 Qu4                    | 360.722                            | 40,1                               | 8.996                              |                                    |
| Xigang                                                                                                   | 西岗区                             | Xīgǎng Qū                          | Xi4 gang4 Qu4                      | 293.316                            | 23,94                              | 12.252                             |                                    |
| Shahekou                                                                                                 | 沙河口区                           | Shāhékǒu Qū                        | Sa4 he2 kou3 Qu4                   | 648.719                            | 34,71                              | 18.690                             |                                    |
| Ganjingzi                                                                                                | 甘井子区                           | Gānjǐngzi Qū                       | Gan4 jinge3 Qu4                    | 843.342                            | 451,52                             | 1.868                              |                                    |
| Predgrađa                                                                                                |                                    |                                    |                                    |                                    |                                    |                                    |                                    |
| Lüshunkou                                                                                                | 旅顺口区                           | Lǚshùnkǒu Qū                       | Lü3 sun4 kou3 Qu4                  | 221.356                            | 512,15                             | 432                                |                                    |
| Jinzhou                                                                                                  | 金州区                             | Jīnzhōu Qū                         | Jin4 zhou0 Qu4                     | 681.543                            | 1.352,54                           | 504                                |                                    |
| Pulandian                                                                                                | 普兰店区                           | Pǔlándiàn Qū                       | Pulan4 dian4 Qu4                   | 915.595                            | 2.769,9                            | 331                                |                                    |
| Satelitski gradovi                                                                                       |                                    |                                    |                                    |                                    |                                    |                                    |                                    |
| Wafangdian                                                                                               | 瓦房店市                           | Wǎfángdiàn Shì                     | Wa4 fang4 dian4 Si4                | 997.830                            | 3.576,4                            | 279                                |                                    |
| Zhuanghe                                                                                                 | 庄河市                             | Zhuānghé Shì                       | Zuang4 he0 Si4                     | 901.182                            | 3.655,7                            | 247                                |                                    |
| Seoska područja                                                                                          |                                    |                                    |                                    |                                    |                                    |                                    |                                    |
| Changhai                                                                                                 | 长海县                             | Chánghǎi Xiàn                      | Chang2 hai0 Xian4                  | 72.033                             | 156,89                             | 459                                |                                    |

## Stanovništvo
Prema šestom popisu stanovništva u Kini, ukupan broj stanovnika u gradu Dalianu 2010. godine iznosio je 6,69 milijuna, a gradskog područja 3,9 milijuna stanovnika
| 1990.     | 2000.     | 2009.     | 2010.     | 2015. (proc.) |
| --------- | --------- | --------- | --------- | ------------- |
| 1.462.382 | 1.840.356 | 2.158.193 | 3.902.467 | 3.508.000     |

## Gospodarstvo
Dalian je najbogatiji grad u provinciji Liaoning i jedan od najbogatijih u Kini, zahvaljujući i brojnim investitorima iz obližnje Južne Koreje te Japana. Prema studiji iz 2014. godine, gradsko područje Daliana generira bruto domaći proizvod od 198,8 milijardi američkih dolara (USD). BDP po glavi stanovnika iznosio je 33.568 dolara. Na ljestvici ekonomski najjačih svjetskih metropola, Dalian je svrstan na 57. mjesto.
Važan je industrijski centar, treća po veličini luka u Kini, te najvažnija luka za prijevoz ugljikovodika. Poznat je po tekstilnoj proizvodnji i festivalu mode.

## Zbratimljeni gradovi
| - Adelaide Australija - Aomori Japan - Bahía Blanca - Bremen Njemačka - Ehime Japan - Glasgow Ujedinjeno Kraljevstvo - Ch'ongjin Sjeverna Koreja - Houston SAD - Incheon Južna Koreja | - Kitakyushu Japan - Le Havre Francuska - Maizuru Japan - Oakland SAD - Ohrid Sjeverna Makedonija - Pointe-Noire Republika Kongo - Rijeka Hrvatska | - Rostock Njemačka - Salisbury, Maryland SAD - Sydney, Nova Scotia Australija - Szczecin Poljska - Vancouver Kanada - Vladivostok Rusija - Zaragoza Španjolska |